# 8397 Chiakitanaka
8397 Chiakitanaka (1993 XO) là một tiểu hành tinh vành đai chính được phát hiện ngày 8 tháng 12 năm 1993 bởi S. Otomo ở Kiyosato.